# Buenas prácticas agrícolas
Las buenas prácticas agrícolas son una serie de métodos específicos, que los agricultores deben aplicar para proteger su propia salud, la salud y el bienestar de las personas que consumen sus productos y el medio ambiente. Los estándares pueden diferir de un país a otro debido a los diferentes marcos regulatorios y legales, pero la filosofía sigue siendo la misma. Las reglas y los principios de las buenas prácticas agrícolas crean en conjunto una mentalidad de prevención, en lugar de resolución de problemas.

## Productividad de los granjeros
La demanda de productos agrícolas se espera que se duplique así como la población mundial alcanza los 9.1 mil millones por 2050.  Aumentar la cantidad y calidad alimentaria en respuesta al crecimiento de la demanda requerirá incrementar la productividad agrícola. Las buenas prácticas agrícolas, en combinación con una eficaz implementación, son la mejor forma de aumentar la producción de los pequeños productores.  Muchas industrias agrícolas están implantando cadenas de suministro sostenible para aumentar la producción y mejorar calidad.

## Buenas prácticas por ámbito

### Buenas prácticas sobre el suelo
- Reducir la erosión por viento y agua mediante setos y zanjas.
- Aplicación de fertilizantes en momentos apropiados y en dosis adecuadas (p.e., cuando la planta necesita el fertilizante), para evitar la contaminación del suelo por nitratos (ver método de equilibrio del nitrógeno).
- Mantener o restaurar el contenido orgánico del suelo, mediante estiércol, pastoreo o rotación de cultivo.
- Reducir la compactación de la tierra (evitando utilizar dispositivos mecánicos pesados)
- Mantener la estructura del suelo limitando el uso del arado, o usando técnicas como la siembra directa
- Plantar otras plantas antes del cultivo principal para usarlo como abono y sustrato del cultivo objetivo, técnica también llamada abono verde.

### Buenas prácticas con el uso del agua
- Practicar riego planificado, con monitorización de la necesidad de las plantas y la humedad del suelo para evitar la pérdida de agua por drenaje.
- Impedir la salinización de los suelos limitando la entrada del agua, y reciclándola siempre que sea posible.
- Evitar cultivos con gran requerimiento de agua en regiones donde está no esté disponible.
- Evitar drenaje y escurrimiento del fertilizante.
- Mantener la cobertura del suelo, sobre todo en invierno, para evitar el escurrimiento del nitrógeno.
- Controlar cuidadosamente el nivel freático de los pozos, limitando la salida de agua.
- Restaurar o mantener las zonas húmedas
- Proporcionar al ganado puntos de agua de calidad.
- Cosechar el agua in situ excavando zanjas que las recojan desde los cerros y mantengan las pendientes.

### Producción, salud y bienestar animal
- Respeto del bienestar animal (liberar de hambre y sed; liberar de incomodidad; liberar de dolor, daño o enfermedad; libertad para expresar comportamiento normal; y liberar de miedo y aflicción).
- Evitar mutilaciones no terapéuticas, quirúrgicas o procedimientos invasivos, como cortarles las colas.
- Evitar impactos negativos en el paisaje, entorno, fauna y flora: contaminación de tierra para apacentar, comida, agua y aire.
- Controlar el almacenaje y los flujos. Mantener la estructura del sistema.
- Impedir que residuos químicos y médicos de se introduzcan en la cadena alimentaria.
- Minimizar el uso no terapéutico de antibióticos u hormonas.
- Evitar alimentar animales con residuos animales (reduciendo el riesgo de agente viral o genes transgénicos, o priones como la enfermedad de las vacas locas).
- Minimizar transporte de animales vivos (a pie, ferrocarril o carretera) (reduciendo el riesgo de epidemias, p. ej., glosopeda).
- Prevenir la contaminación por residuos (p. ej. contaminación de nitrato de mesas de agua de cerdos), pérdida de nutriente y gases invernaderos (metano de las vacas).
- Preferir estándares de medidas de la seguridad en manipulación de equipamiento.
- Aplicar trazabilidad en procesos en general cadena de producción (cría, alimenta, tratamiento médico...) Para seguridad de consumidor y posibilidad de retroalimentación en caso de una crisis alimentaria (p. ej., dioxina).

### Salud pública.
- Garantía de calidad de la producción hortícola o agrícola de planta medicinal.[3][4]

## Buenas prácticas agrícolas en el mundo

### Buenas prácticas agrícolas para la FAO
La Organización Alimentaria y Agrícola de las Naciones Unidas (FAO) se refiere a las buenas prácticas agrícolas como el conjunto de principios aplicables, tanto en el cultivo en campo como en la posterior producción industrial, dando como resultado productos alimentarios y de consumo seguros, a la vez que se respeta la sostenibilidad ambiental, económica y social.
Las BPA pueden ser aplicadas a un amplio espectro de tipos de cultivos y a diferentes escalas. Los BPA requieren mantener una base de datos común de técnicas integradas por cada región agro-ecoelógica, o ecorregión. De esta forma se recolectan, analizan y disemina la información de buenas prácticas en distintos contextos geográficos.

### Buenas prácticas agrícolas en España
En España nos podemos remontar al decreto 91/676/CEE sobre Buenas Prácticas aprobado por la Comunidad Europea. En la actualidad las medidas son de carácter voluntario, pero la afección de los nitratos al suelo y la aplicación de la Ley de Aguas hacen que algunas instituciones recomienden las prácticas. La mayoría de las comunidades autónomas de España han publicado un código al respecto. Ejemplos de estas instituciones serían la Junta de Galicia publicó el Código Galego de Boas Prácticas Agrarias, la Junta de Andalucía, la Junta de Aragón que además obliga su cumplimiento en zonas sensibles o el Gobierno de Canarias

### Departamento de Estados Unidos de Agricultura. Programa GAP
El Servicio Agrícola de Marketing dependiente del Departamento de Estados Unidos de Agricultura opera un programa de certificación para verificar que los cultivos cumplen con los criterios de buenas prácticas y buen manejo agrícolas. Es un programa voluntario utilizado por agricultores y envasadores para satisfacer los requisitos contractuales que piden los compradores. El programa fue implementado en 2002 después que el Departamento de Agricultura de Nueva Jersey pidiera al servicio agrícola de marketing federal que implementara un programa basado en la publicación de 1998 Guide to Minimize Microbial Food Safety Hazards for Fresh Fruits and Vegetables de la Administración de Alimentos y Medicamentos (FDA).
El programa ha sido actualizado varias veces desde 2002, e incluye programas de certificación adicional para productos específicos como setas, tomates, verdes frondosos, y melones cantalopes.  En 2009, USDA-AMS participó en la Iniciativa de Armonización de las BPA que "armonizó" 14 de los estándares más utilizados y dio como resultado en 2011 la publicación e implementación del Produce GAP Harmonized Food Safety Standard.

## Más información
- «Good Agricultural Practices Manual». Joint Institute for Food Safety and Applied Nutrition, University of Maryland. August 2010. Archivado desde el original el 22 de junio de 2012. Consultado el 15 de julio de 2012. (descarga libre)
- Luning, edited by P. A.; Devlieghere, F.; Verhé, R. (2006). Safety in the agri-food chain. Wageningen, The Netherlands: Wageningen Academic Publishers. ISBN 90-76998-77-9. OCLC 60375200.
- Andrews, Nick (Fall 2008). «Good Agricultural Practices & Marketing Agreements». Vol. III, No. 4. Small Farms, Oregon State University. Archivado desde el original el 6 de marzo de 2014. Consultado el 15 de julio de 2012.
- Waddington, H., Snilstveit, B., Hombrados, J., Vojtkova, M., Phillips, D., Davies, P., & White, H. (13 de septiembre de 2018). Las escuelas de campo para agricultores mejoran las prácticas agrícolas, los rendimientos e ingresos en programas piloto pequeños, pero no en programas a gran escala. Caracas: The Campbell Collaboration.

- Datos: Q1318169